# Krumpendorf am Wörthersee
Krumpendorf am Wörthersee (slowenisch Kriva Vrba) ist eine österreichische Gemeinde am Wörthersee mit 3579 Einwohnern (Stand 1. Jänner 2025) im Bundesland Kärnten.

## Geographie

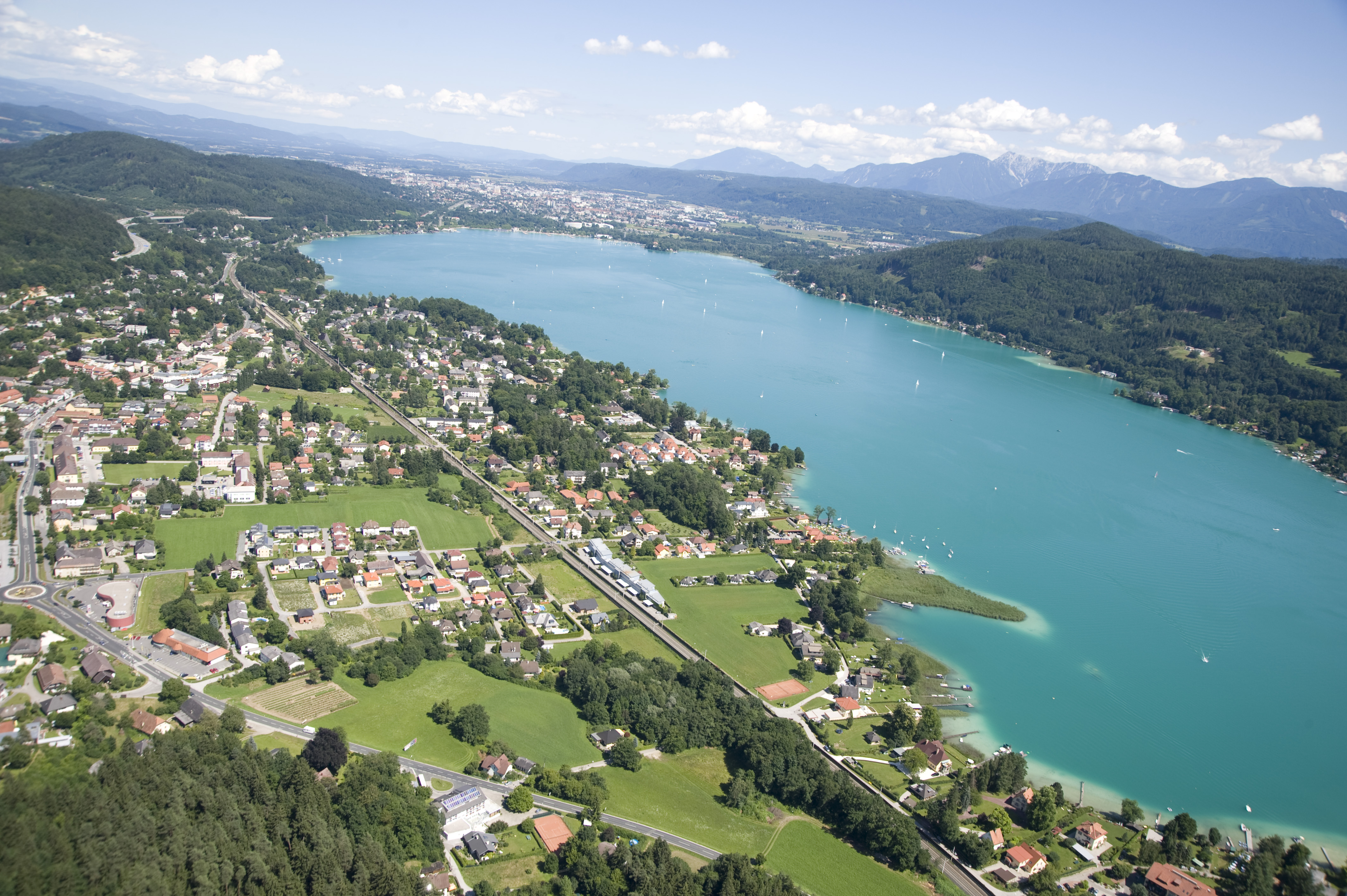
Luftaufnahme des größten Teils der Gemeinde und des Wörthersees. Entlang der Bahnstrecke, hier gut zu erkennen, verläuft der Wörtherseeradweg.

Krumpendorf liegt im Süden Österreichs im Kärntner Unterland am Nordufer des Wörthersees und grenzt an die Landeshauptstadt Klagenfurt. Das Gemeindegebiet erstreckt sich über einen relativ schmalen Streifen am Seeufer, der bis über den Nohrenberg reicht, und ist mit einer Fläche von 11,89 km² die kleinste Gemeinde Kärntens.

### Gemeindegliederung
Die Gemeinde ist in vier Katastralgemeinden (Pritschitz, Krumpendorf, Drasing und Gurlitsch II) gegliedert und umfasst folgende fünf Ortschaften (Einwohnerzahl Stand 1. Jänner 2025):
- Görtschach (114)
- Krumpendorf (Kriva Vrba) (3356)
- Nußberg (41)
- Pritschitz (Pričiče) (53)
- Tultschnig (Cajnče) (15)

(Gurlitsch I ist eine Katastralgemeinde in der angrenzenden Gemeinde Klagenfurt.)
Weitere Ortslagen sind die Siedlungen Am Föhrenwald, Brenndorf und Pirk sowie die Rotte Leinsdorf.

### Nachbargemeinden
|            | Moosburg                                    |            |
| Pörtschach | Kompassrose, die auf Nachbargemeinden zeigt | Klagenfurt |
|            | Maria Wörth                                 |            |

## Geschichte
Krumpendorf wurde 1216 als Chrumpendorf das erste Mal urkundlich erwähnt. Der Name dürfte sich von Krumpenfelferdorf ableiten, wobei Felfer eine dialektale Bezeichnung für Weide war (der Ausdruck krump steht für krumm). Die slowenische Bezeichnung für den Ort (Kriva Vrba) leitet sich ebenfalls von krummer Weide ab (ein Alternativname ist Podvrbo, d. h. unter der Weide).
Krumpendorf war landwirtschaftlich geprägt, bis in den beiden letzten Jahrzehnten des 19. Jahrhunderts der Sommerfrischetourismus von Pörtschach ausgehend auch die Ortschaften der Gemeinde erreichte und sie nachhaltig veränderte.
Die Grenzen der heutigen Gemeinde waren bereits 1573 festgelegt. Die Ortsgemeinde konstituierte sich im Jahr 1850. 1920 wurde ihr Anteil an der Ortschaft St. Primus und 1938 die neugebildete Katastralgemeinde Gurlitsch der benachbarten Landeshauptstadt Klagenfurt zugeschlagen. Seit 1987 führt die Gemeinde den Zusatz „am Wörther See“ im Namen, der mit 1. Juli 2012 in „am Wörthersee“ geändert wurde.

## Bevölkerung

### Staatsbürgerschaft
Im Jahr 2011 lag der Ausländeranteil der Wohnbevölkerung bei 8,2 Prozent. Davon waren 129 Personen aus Deutschland und 86 aus anderen EU-Staaten.

### Bevölkerungsentwicklung
Krumpendorf lässt sich auf Grund der stetig wachsenden Einwohnerzahl als Zuzugsgemeinde bezeichnen.
| Krumpendorf am Wörthersee: Einwohnerzahlen von 1869 bis 2024 | Krumpendorf am Wörthersee: Einwohnerzahlen von 1869 bis 2024 | Krumpendorf am Wörthersee: Einwohnerzahlen von 1869 bis 2024 | Krumpendorf am Wörthersee: Einwohnerzahlen von 1869 bis 2024 | Krumpendorf am Wörthersee: Einwohnerzahlen von 1869 bis 2024 |
| ------------------------------------------------------------ | ------------------------------------------------------------ | ------------------------------------------------------------ | ------------------------------------------------------------ | ------------------------------------------------------------ |
| Jahr                                                         |                                                              |                                                              |                                                              | Einwohner                                                    |
| 1869                                                         | 1869                                                         |                                                              | 618                                                          | 618                                                          |
| 1880                                                         | 1880                                                         |                                                              | 593                                                          | 593                                                          |
| 1890                                                         | 1890                                                         |                                                              | 615                                                          | 615                                                          |
| 1900                                                         | 1900                                                         |                                                              | 667                                                          | 667                                                          |
| 1910                                                         | 1910                                                         |                                                              | 716                                                          | 716                                                          |
| 1923                                                         | 1923                                                         |                                                              | 1.135                                                        | 1.135                                                        |
| 1934                                                         | 1934                                                         |                                                              | 1.218                                                        | 1.218                                                        |
| 1939                                                         | 1939                                                         |                                                              | 1.407                                                        | 1.407                                                        |
| 1951                                                         | 1951                                                         |                                                              | 2.264                                                        | 2.264                                                        |
| 1961                                                         | 1961                                                         |                                                              | 2.052                                                        | 2.052                                                        |
| 1971                                                         | 1971                                                         |                                                              | 2.550                                                        | 2.550                                                        |
| 1981                                                         | 1981                                                         |                                                              | 2.559                                                        | 2.559                                                        |
| 1991                                                         | 1991                                                         |                                                              | 2.737                                                        | 2.737                                                        |
| 2001                                                         | 2001                                                         |                                                              | 2.848                                                        | 2.848                                                        |
| 2011                                                         | 2011                                                         |                                                              | 3.337                                                        | 3.337                                                        |
| 2021                                                         | 2021                                                         |                                                              | 3.498                                                        | 3.498                                                        |
| 2024                                                         | 2024                                                         |                                                              | 3.525                                                        | 3.525                                                        |
| Quelle(n): Statistik Austria, Gebietsstand 1.1.2021          |                                                              |                                                              |                                                              |                                                              |

## Kultur und Sehenswürdigkeiten

### Theater
Die Theatergruppe KULT wurde 2002 gegründet und ist ein in Krumpendorf ansässiger Kulturverein, welcher sich dem Schauspiel widmet. Aufführungen finden normalerweise im April im Krumpendorfer Gemeindesaal statt.

### Kultursommer Krumpendorf
Der Kultursommer Krumpendorf ist eine Veranstaltungsreihe verschiedener Aktivitäten, die jedes Jahr von Ende Juni bis Ende August stattfinden. Zum Kultursommer gehören vor allem Konzerte und Lesungen, aber auch Filmabende, Poetry Slams. Die Veranstaltungen finden in der Waldarena bei der Seepromenade in Krumpendorf statt.

### Kirchen
- Katholische Pfarrkirche Krumpendorf Christkönig: Die Kirche steht auf einem Hügel im Westen von Krumpendorf. Sie wurde anstelle einer Vorgängerkirche hl. Georg in den Jahren 1959 bis 1962 errichtet.
- Katholische Filialkirche Pirk hl. Ulrich: Die im Kern romanische Chorturmkirche mit einem viergeschoßigen Turm liegt in der ehemaligen Ortschaft Pirk. Sie wurde im Jahr 1321 erstmals urkundlich erwähnt und gehörte ursprünglich wahrscheinlich zu Maria Wörth oder Viktring, ab 1466 war sie der Pfarre Maria Saal unterstellt. Heute ist sie eine Filialkirche der Pfarre Krumpendorf. Von der Befestigung der ehemaligen Wehrkirche ist heute nichts mehr zu sehen.
- Katholische Filialkirche Tultschnig hl. Johannes der Täufer
- Die Martin-Luther-Kirche ist ein zeltartiger, kleiner Bau, der im Jahr 1969 errichtet und geweiht wurde.

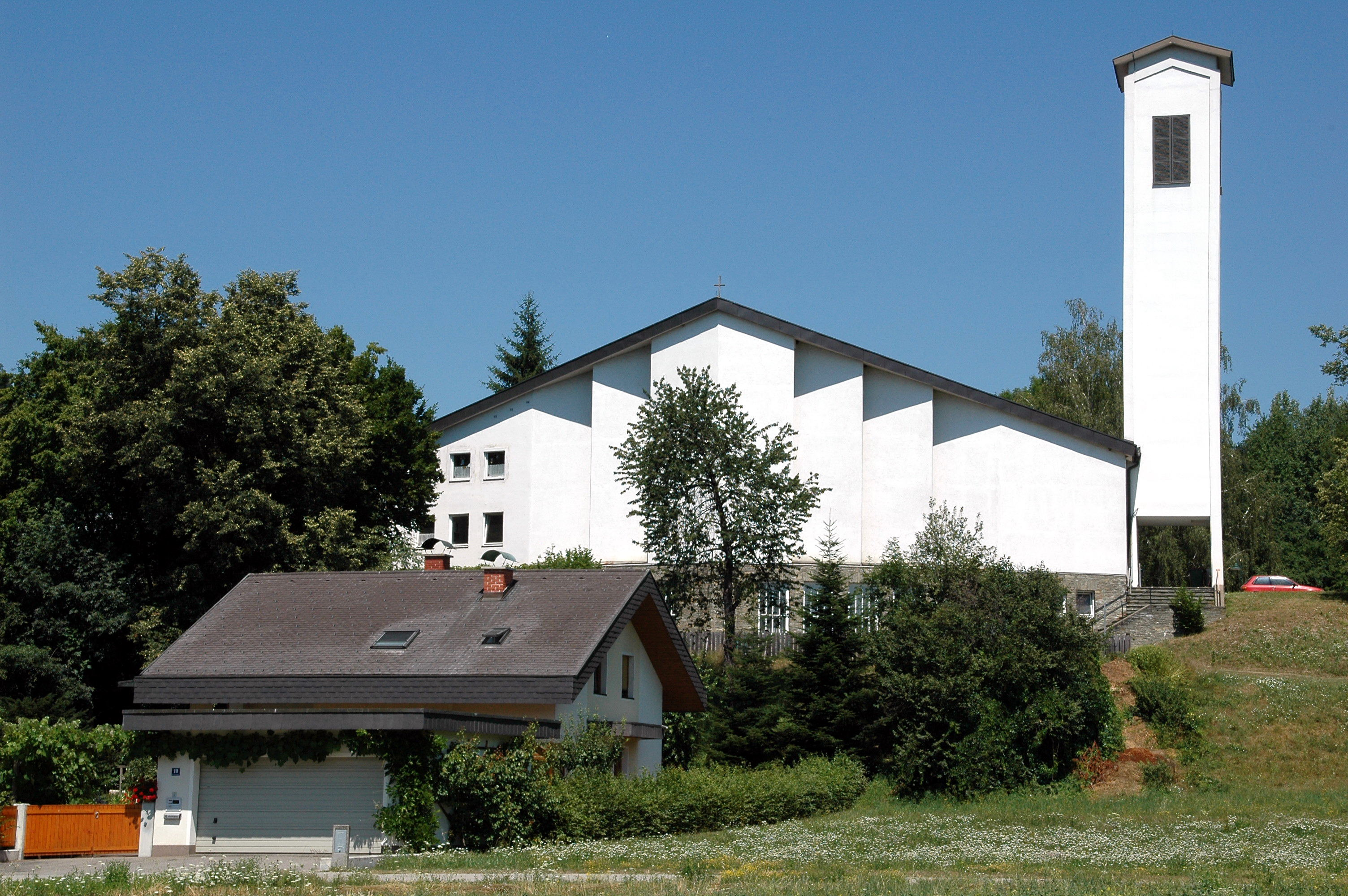
Pfarrkirche Krumpendorf
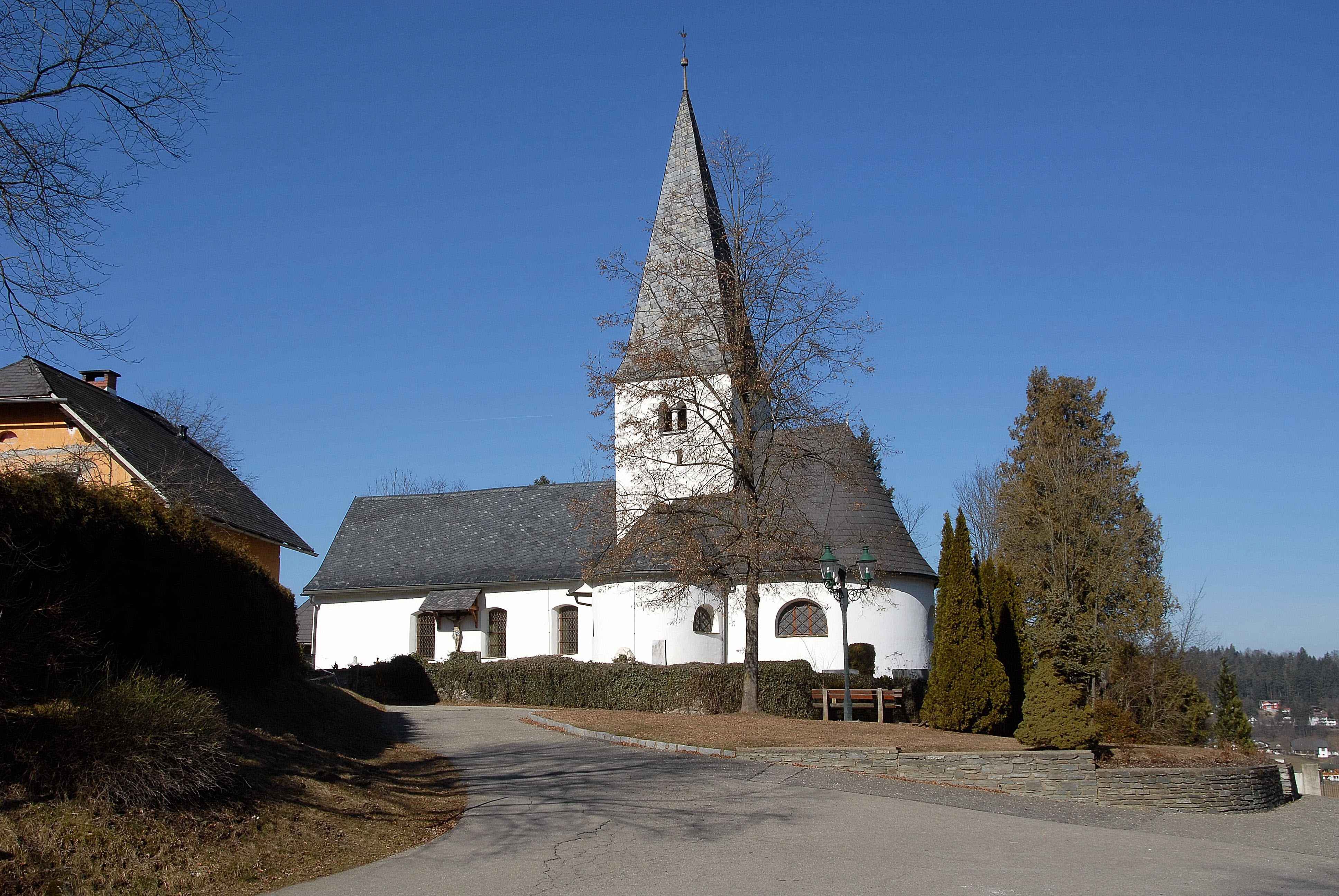
Filialkirche Pirk
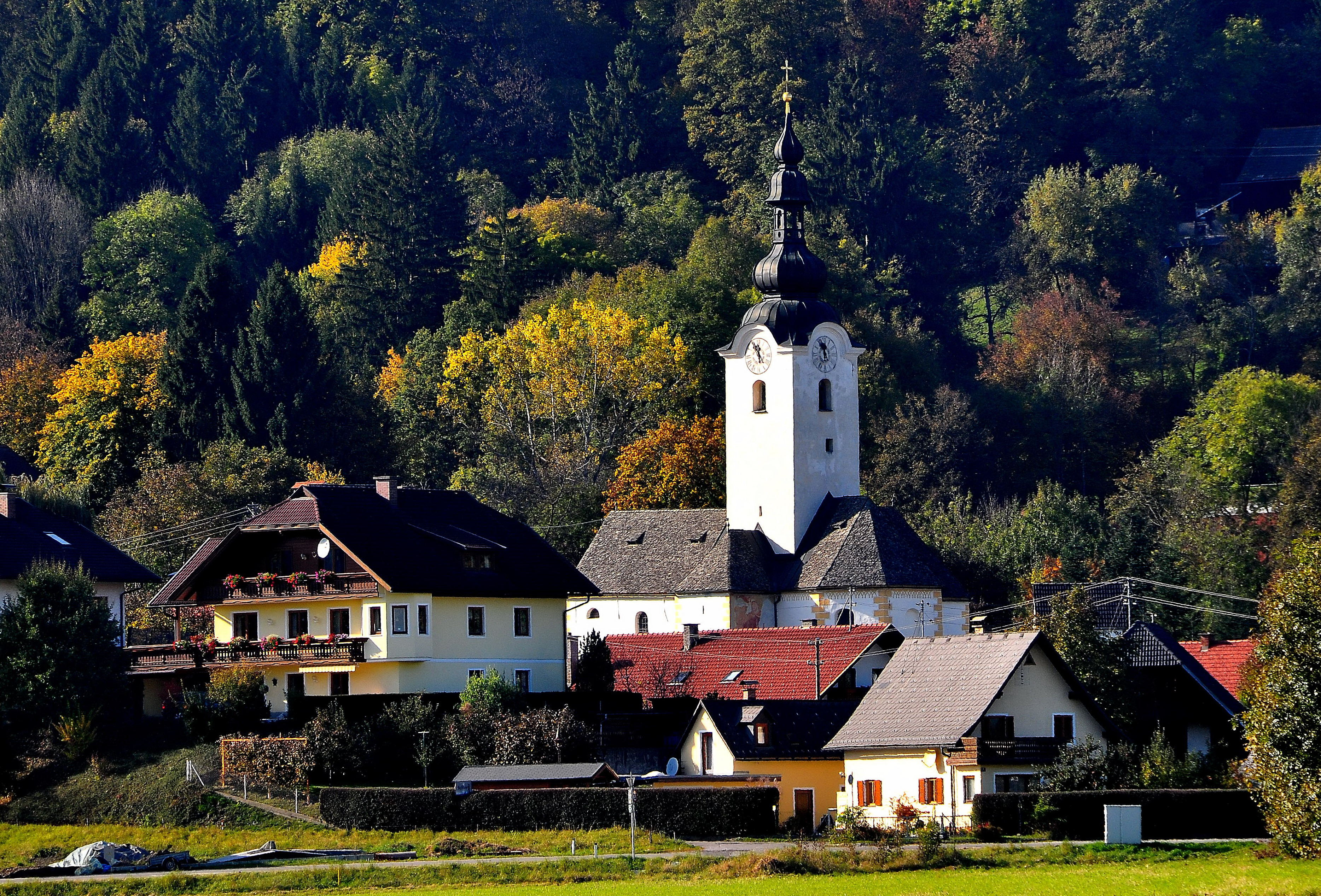
Filialkirche Tultschnig
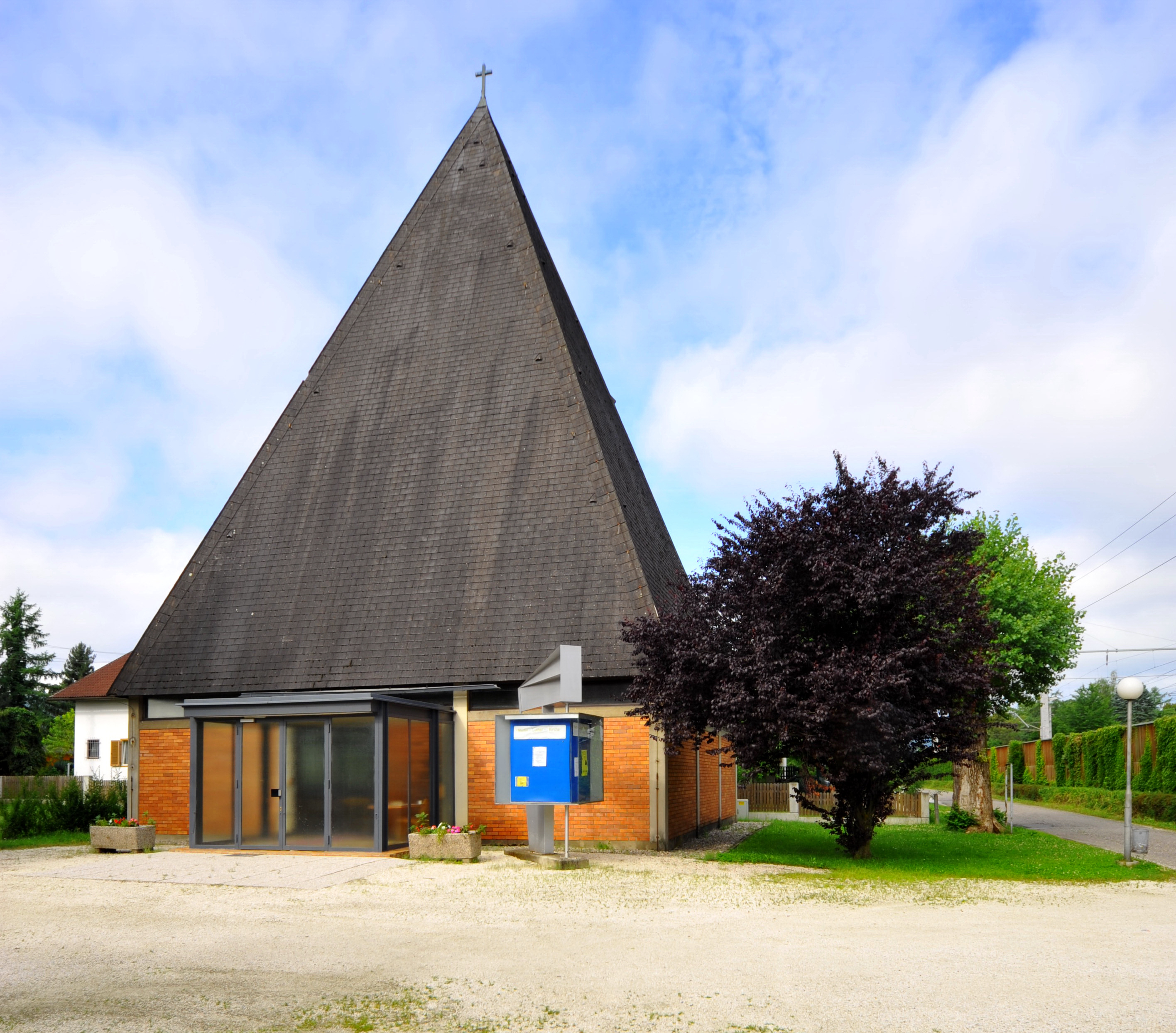
Martin-Luther-Kirche am Südbahnweg

### Schlösser
- Das Schloss Drasing, nördlich von Krumpendorf auf einer bewaldeten Anhöhe gelegen, ist ein dreigeschoßiger, burgartiger Renaissancebau. An seiner Stelle befand sich vermutlich schon zur Zeit der Karolinger ein Vorgängerbau, der als Vorburg zur Pfalz Moosburg diente. Urkundlich erwähnt wurde Schloss Drasing 1284 und 1362. Das Bauwerk wurde ursprünglich um die Mitte des 14. Jahrhunderts errichtet und erhielt im Laufe des 16. Jahrhunderts seine heutige Gestalt. 1842/43 wurde das Schloss instand gesetzt, und 1994 bis 1996 erneut restauriert. Es befindet sich in Privatbesitz.
- Das Schloss Krumpendorf an der Hauptstraße in Krumpendorf wurde 1735–1740 erbaut.
- Schloss Hornstein liegt an einem bewaldeten Hang nördlich von Krumpendorf. Es wurde im 15. Jahrhundert von Ulrich Hornsteiner erbaut und befindet sich heute in Privatbesitz.

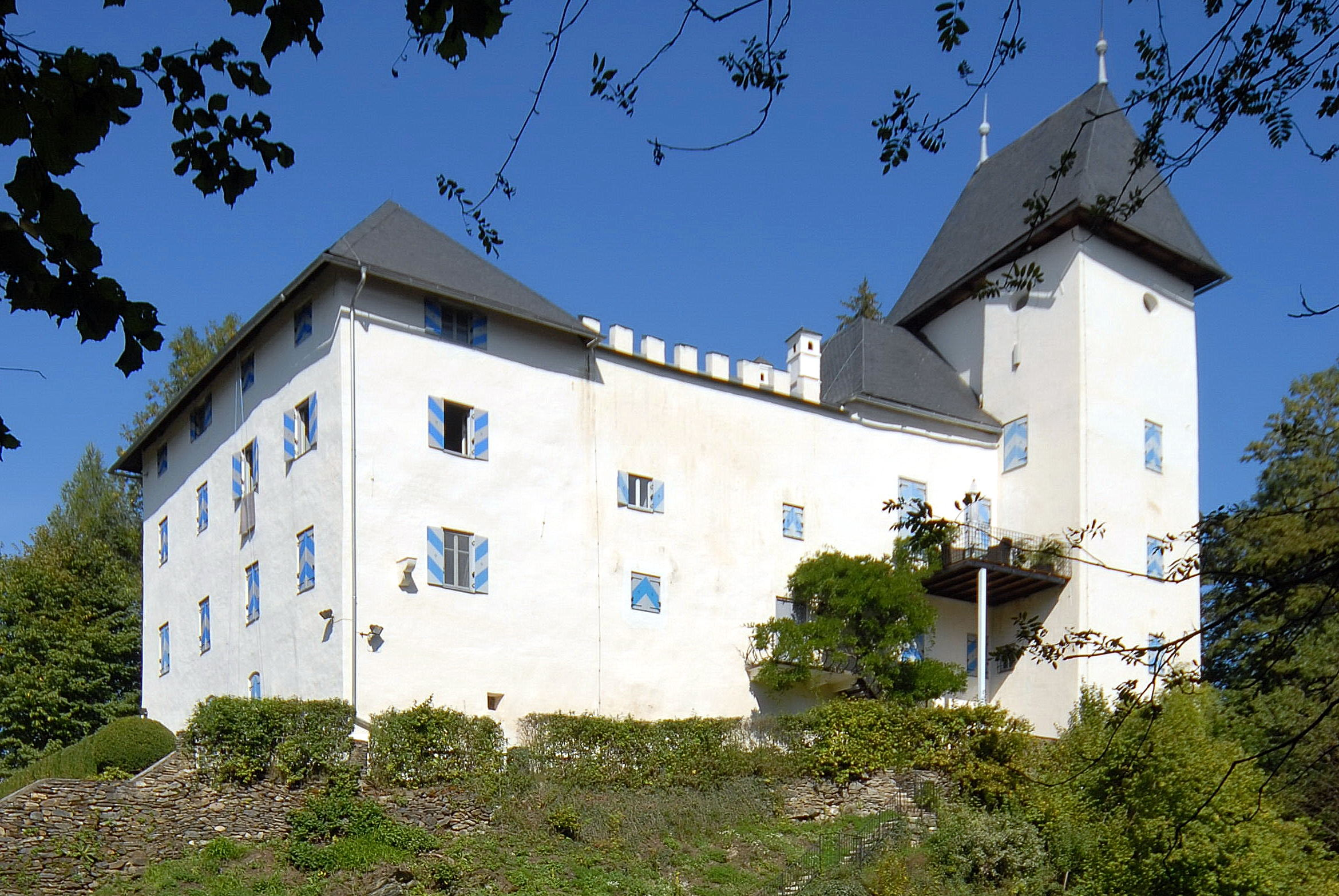
Schloss Drasing
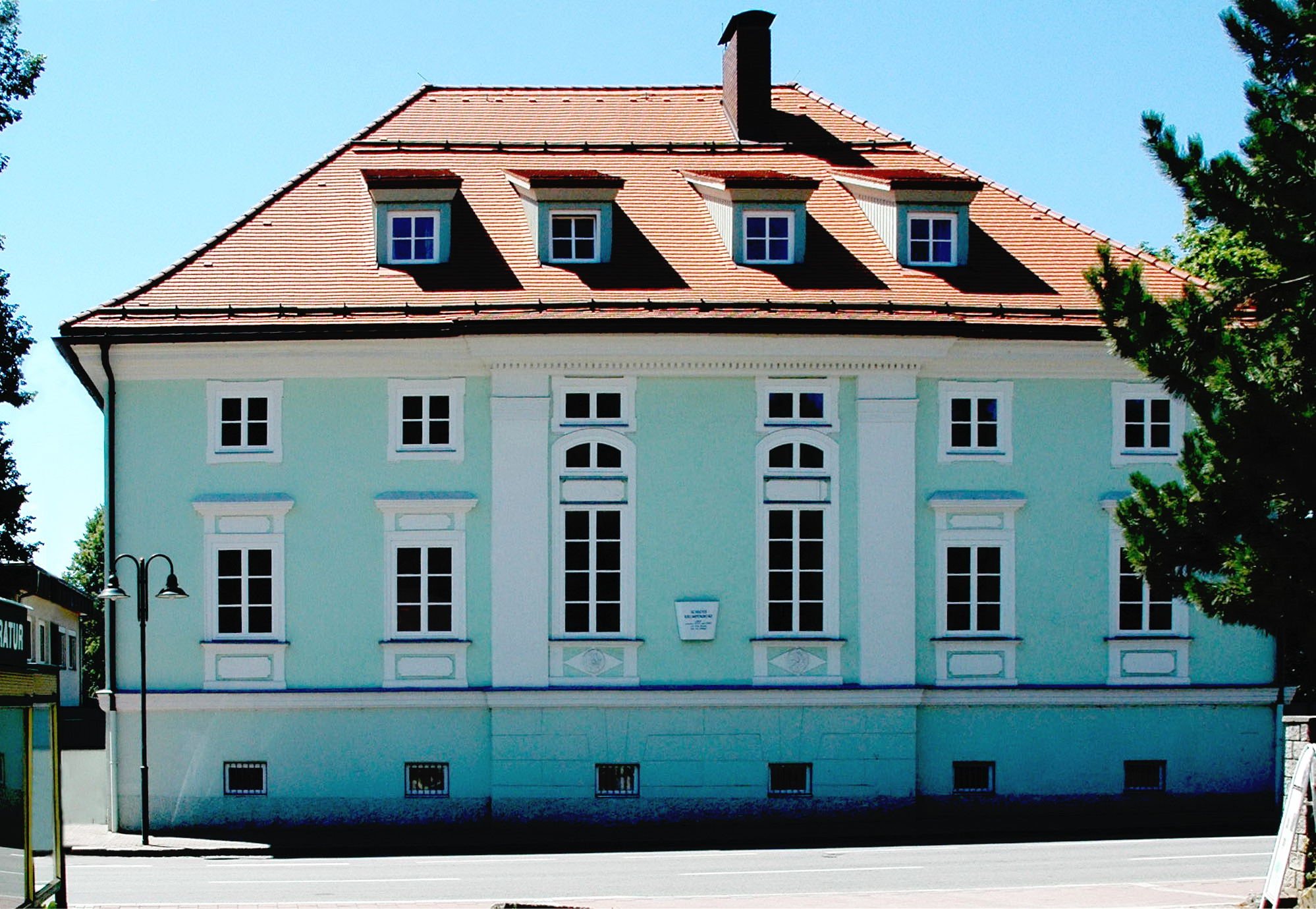
Schloss Krumpendorf
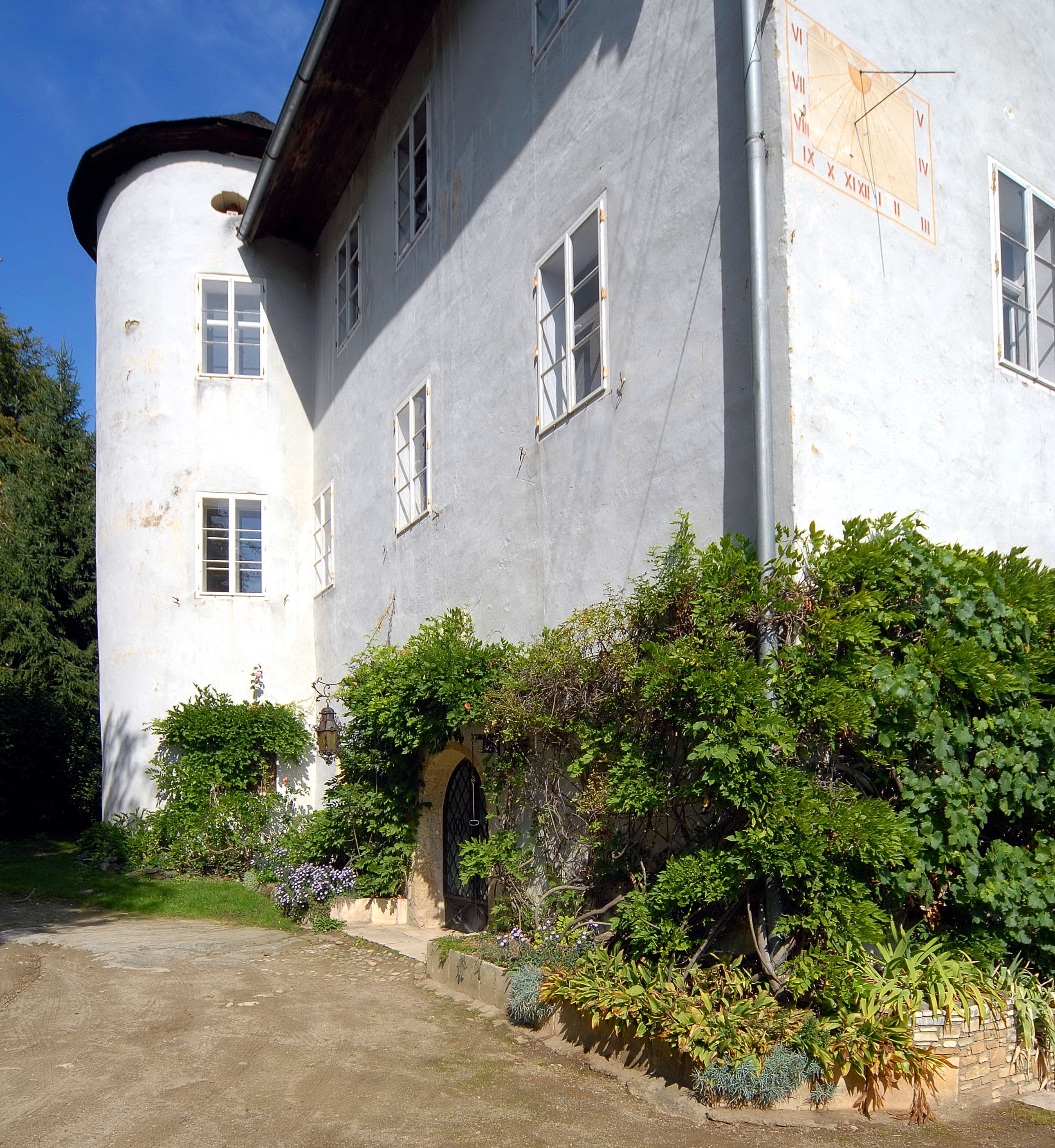
Schloss Hornstein

### Bauten der Wörthersee-Architektur
- See Restauration, 1902, Bauherr: Bürgermeister Josef Pamperl
- Villa Madile, 1890 (vormals Villa Freiherr Basso von Gödel-Lannoy), Vogelberg 26, Entwurf und Ausführung: Stadtbaumeister Franz Madile
- Bahnhofhotel (heute Kärntnerhof), Krumpendorf, Hauptstraße
- Kaffeehaus Dvorsky, Hauptstraße 136, entworfen von Karl Maria Kerndle im Jahr 1927
- Villa Haybäck, Am Hang 6, entworfen von Karl Haybäck in den Jahren 1902/03
- Haus Schindler, Kaiserallee 28, entworfen von Franz Baumgartner 1911/12
- Villa Schwalbennest (vormals Villa Janesch), Berthastraße 59, entworfen von Friedrich Siegmundt, 1888/89

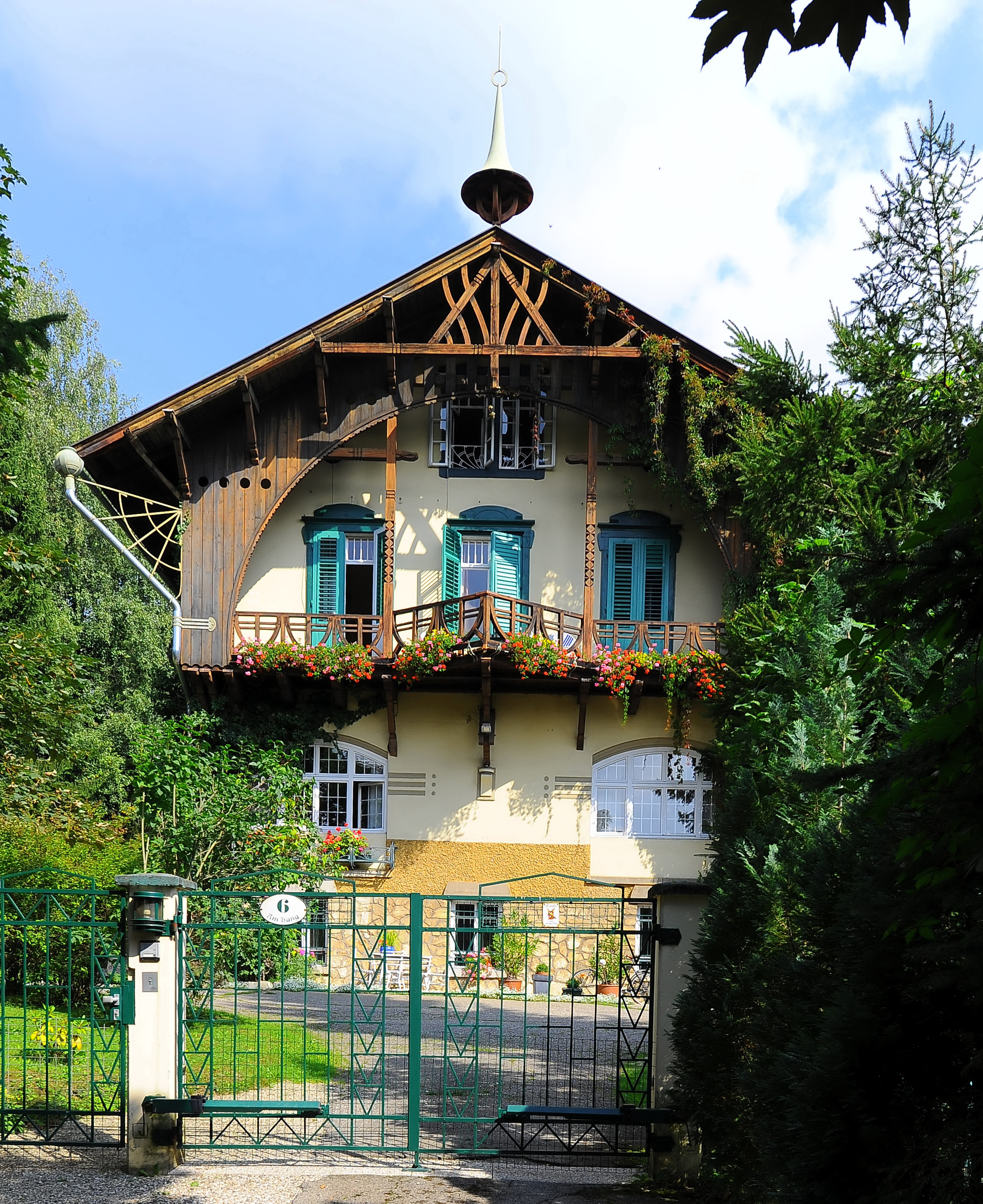
Villa Haybäck, Am Hang 6
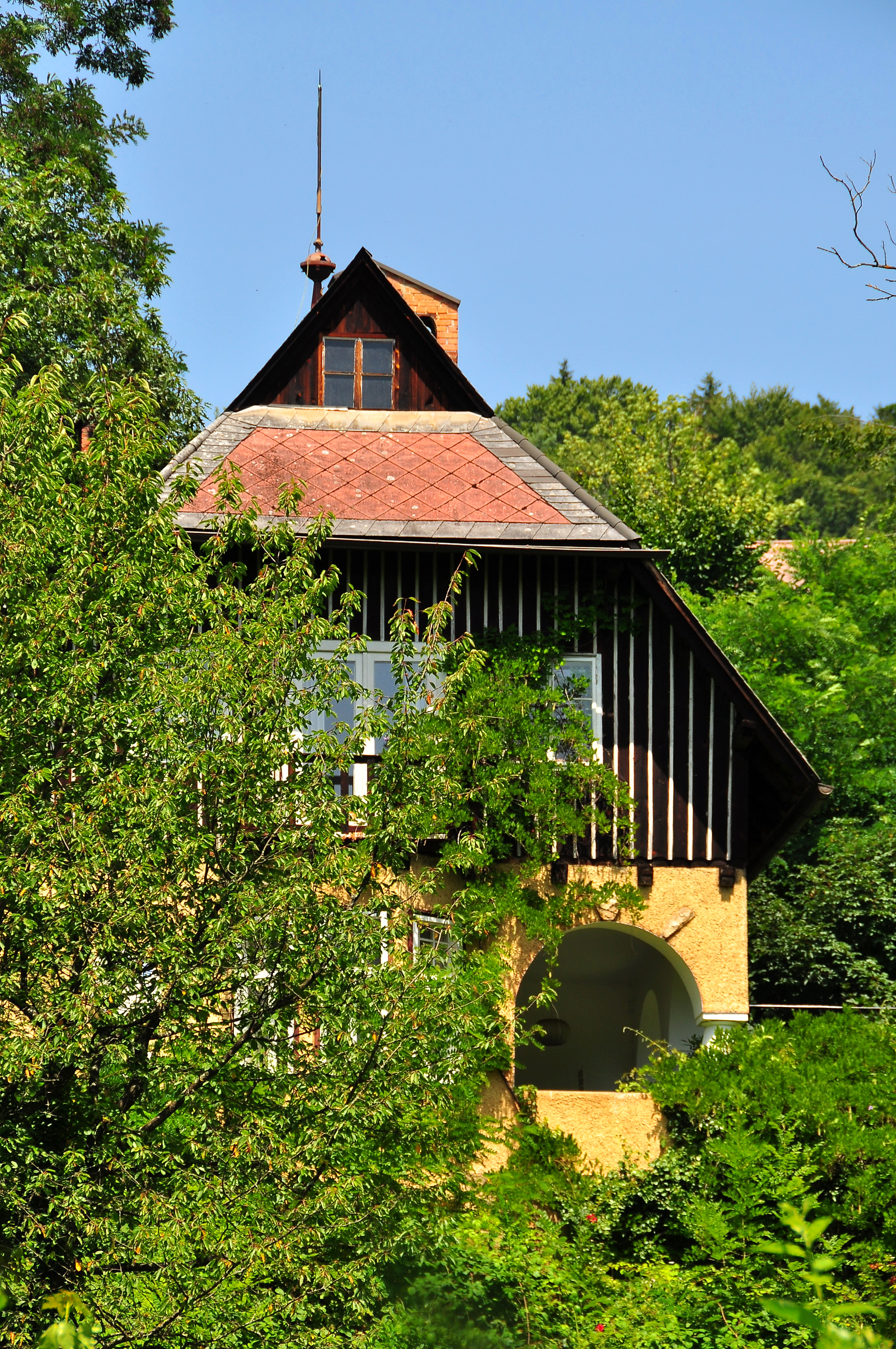
Haus Schindler in der Kaiserallee 28
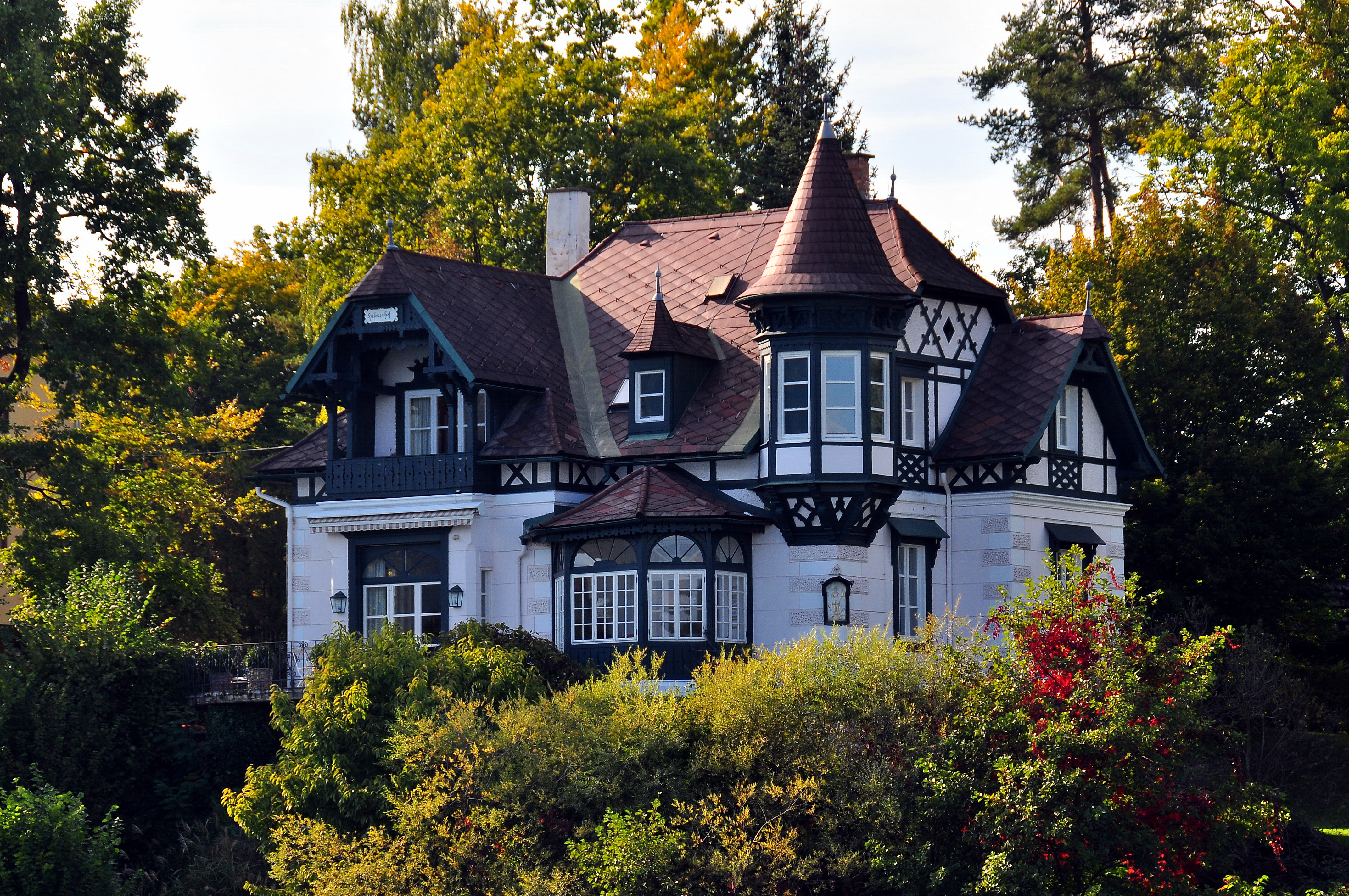
Villa Schwalbennest in der Berthastraße 59

### Sonstige Bauwerke
- Am Südbahnweg im Westen des Gemeindegebiets ist ein Meilenstein neben einem Brunnen aufgestellt; er trägt die Inschrift 1 Meile von Klagenfurt. Mit ziemlicher Sicherheit ist eine österreichische Postmeile gemeint, etwa 7,586 km. Dies entspricht der Entfernung vom damaligen Stadtrand Klagenfurts bis zu diesem Markierungspunkt am Radweg nach Pörtschach.
- Gut Walterskirchen: Am westlichen Ende von Krumpendorf befindet sich das am See gelegene Anwesen Walterskirchen. Der Name des Areals geht auf Robert Wilhelm Freiherrn von Walterskirchen zurück. Nach Fertigstellung der Bahnlinie Wien – Villach kaufte dieser Grundstücke auf und verlegte seinen Wohnsitz nach Krumpendorf. Ein großer Teil der Halbinsel wurde bereits 1953 zu einem Naturschutzgebiet erklärt. Es ist Habitat der bedrohten und äußerst seltenen Würfelnatter. Einige Kontroversen und politisches Gezänk gab es um den Verkauf des Gutes Walterskirchen vom Land Kärnten an den Holzindustriellen Hans Tilly. Der Aus- und Umbau des ehemaligen Gebäudes zu einem feudalen Alterswohnsitz konnte trotz der gesetzlichen Bestimmungen nicht verhindert werden. Etliche Bäume aus dem vorher dichten Baumbestand wurden gefällt. Im Jahr 2008 wurde das alte Gutshaus abgerissen und an dessen Stelle ein Neubau errichtet, der 2009 fertiggestellt wurde. An der südlichen Landspitze des Gutes am Wörtherseeufer steht ein Holzturm, ein schindelartig mit Lärchen-Brettern verkleidetes Bauwerk, das vom Südufer des Wörthersees sehr gut sichtbar ist.
- Der denkmalgeschützte leerstehende Schrottenturm aus 1818 gehört seit 1938 durch eine Eingemeindung zu Klagenfurt (Villacher Straße 354).

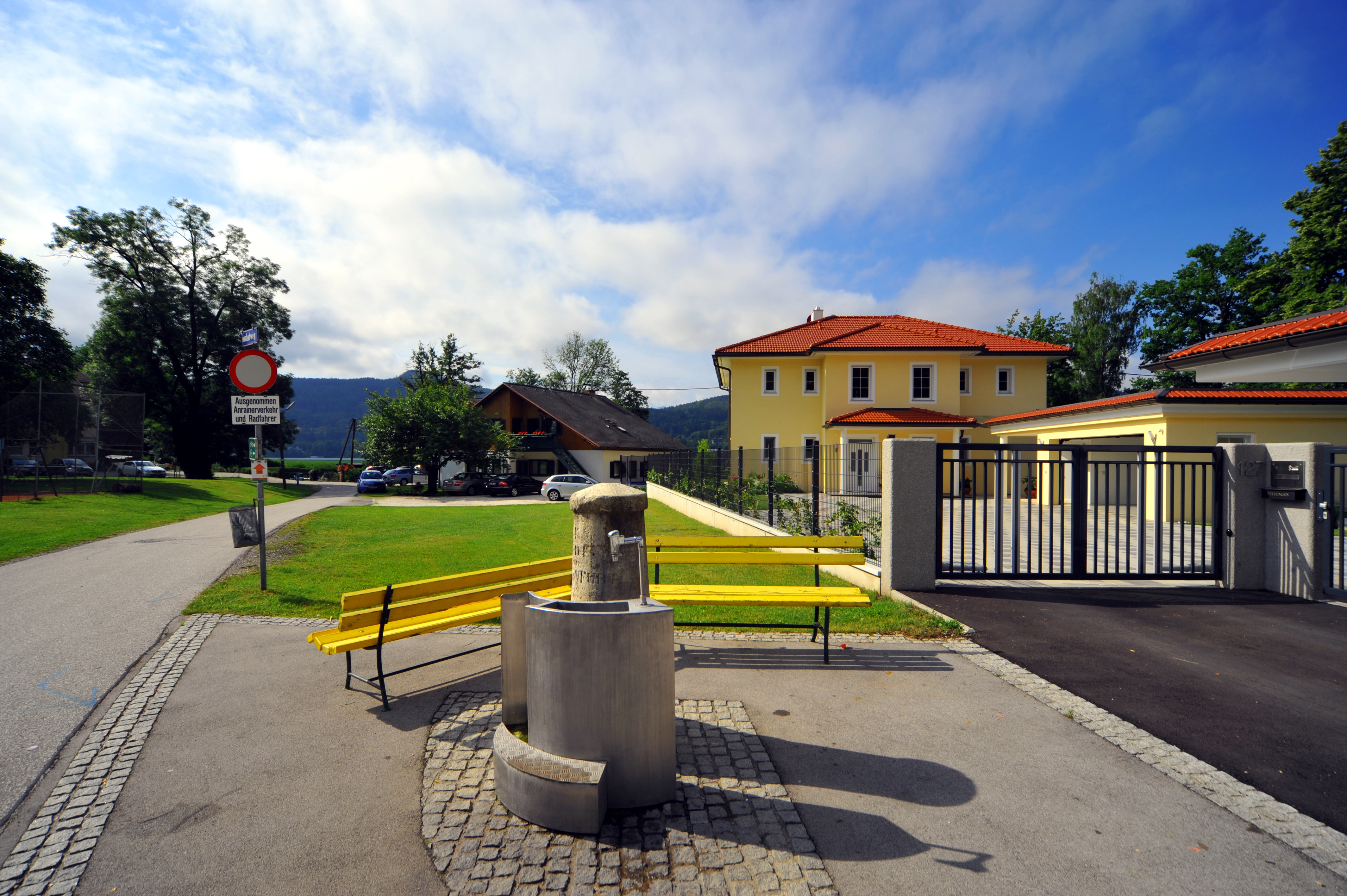
Brunnen mit Meilenstein am Südbahnweg
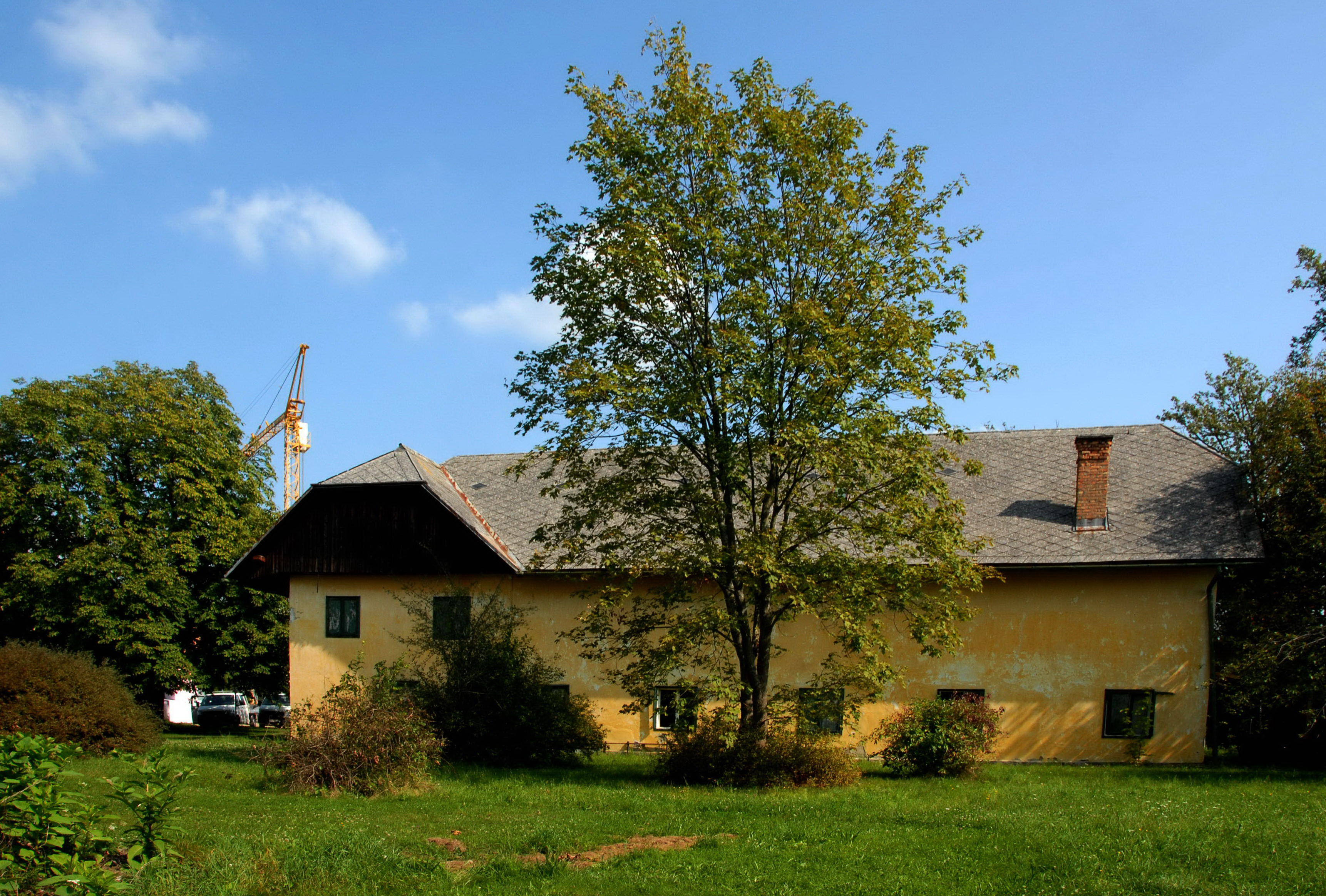
Gebäude von Gut Walterskirchen
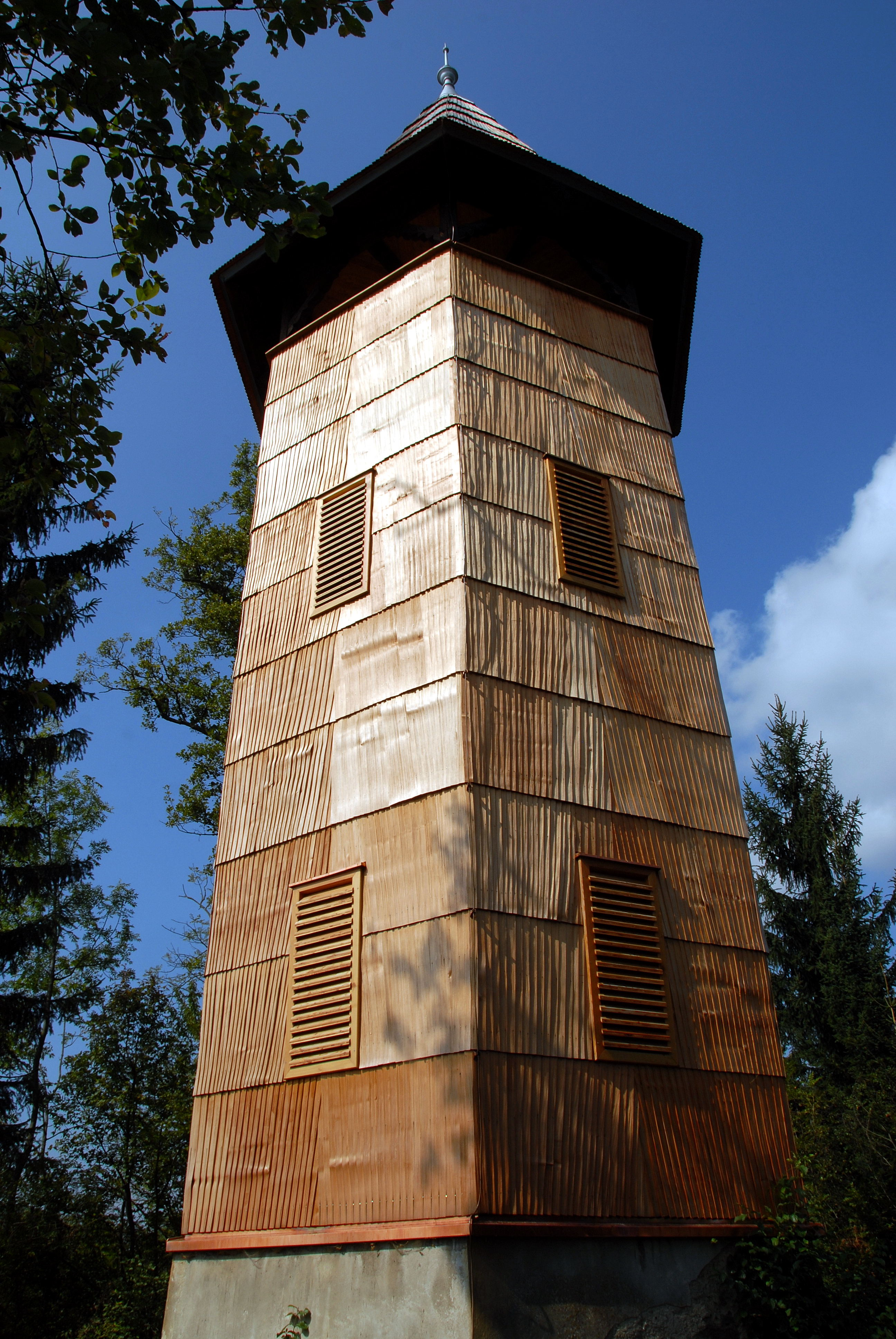
Aussichtsturm am Gut Walterskirchen

### Naturdenkmäler
- Weiberzahn: Nördlich des Gutes Walterskirchen im Ortsteil Pritschitz liegt im Föhrenwald auf abschüssigem Gelände ein großer Felsblock. Er trägt die Bezeichnung Weiberzahn und hat die Abmessungen von zirka 6 Meter Länge, eine maximale Breite von etwa 3 m und eine durchschnittliche Höhe von etwas über 2 m. Im Rahmen von Fruchtbarkeits-Ritualen wurde er als Rutschstein benutzt.
- Gletschertopf: (Listeneintrag) An der Hallegger Straße im Ortsteil Görtschach steht der Gasthof Jerolitsch. Von dort biegt man in die Drasingerstraße und folgt dieser etwa 150 m bis zur gut gekennzeichneten Abzweigung in einen Waldweg rechter Hand. Nach einer Gehzeit von etwa sieben Minuten führen die orangen Markierungen hin zum mitten im Wald gelegenen Gletschertopf, der sich während der zu Ende gehenden letzten Eiszeit durch abtropfendes Gletscher-Schmelzwasser in einer zutage getretenen Felsformation gebildet hat. Es ist bemerkenswert, dass diese glaziale Erscheinung in Form der topfförmigen Vertiefung im Gesteinsblock über die Jahrtausende erhalten geblieben ist.

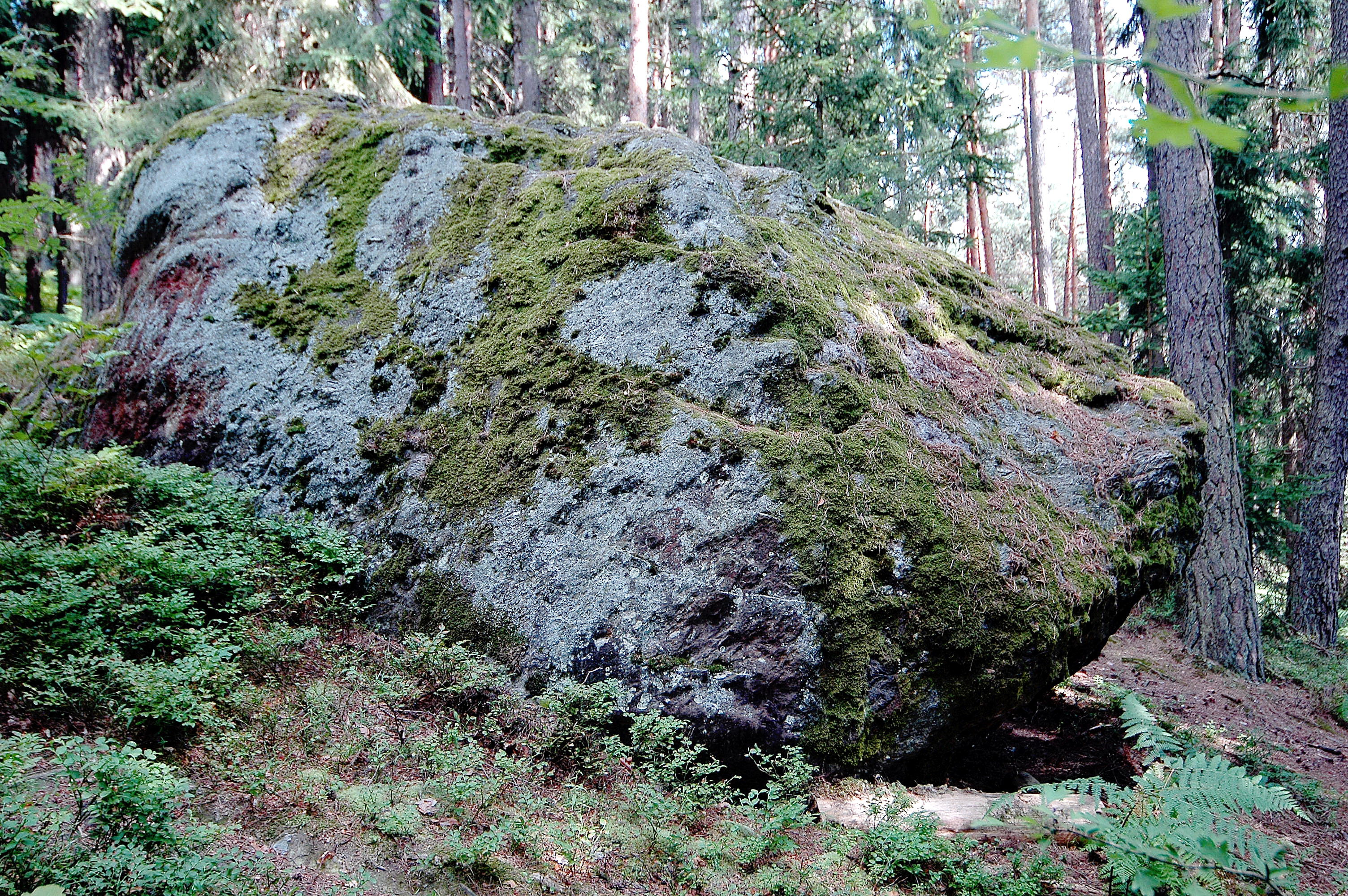
Weiberzahn in Pritschitz im Föhrenwald
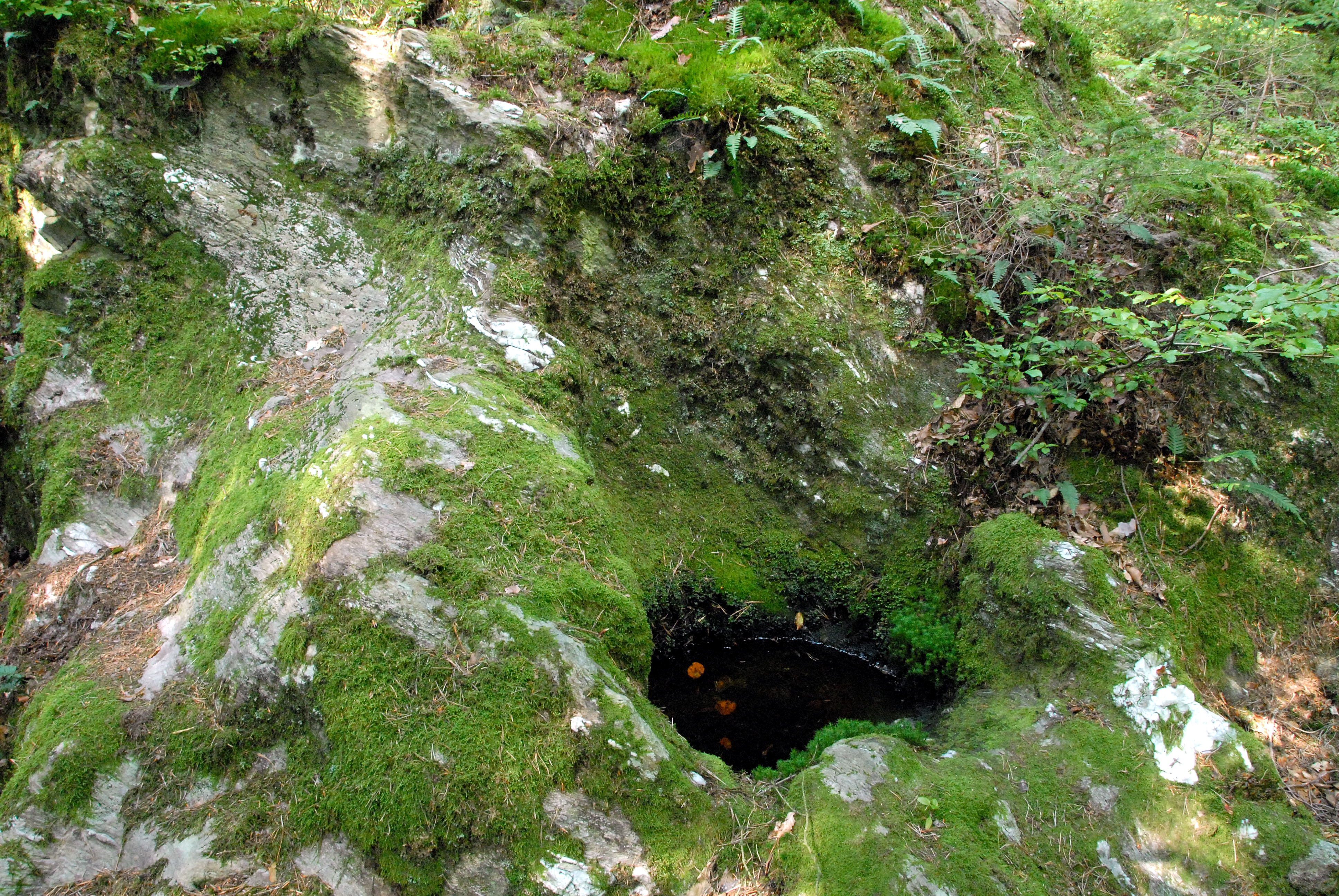
Gletschertopf in Gurlitsch – Görtschach

### Erholungsorte & Bademöglichkeiten
- Strandbad Kropfitsch: Privates Strandbad mit Liegewiese, Kabinen, Badesteg, Sandkiste, Schwimminsel und Marina. Es befinden sich auch ein Restaurant mit Strandbar am Gelände.

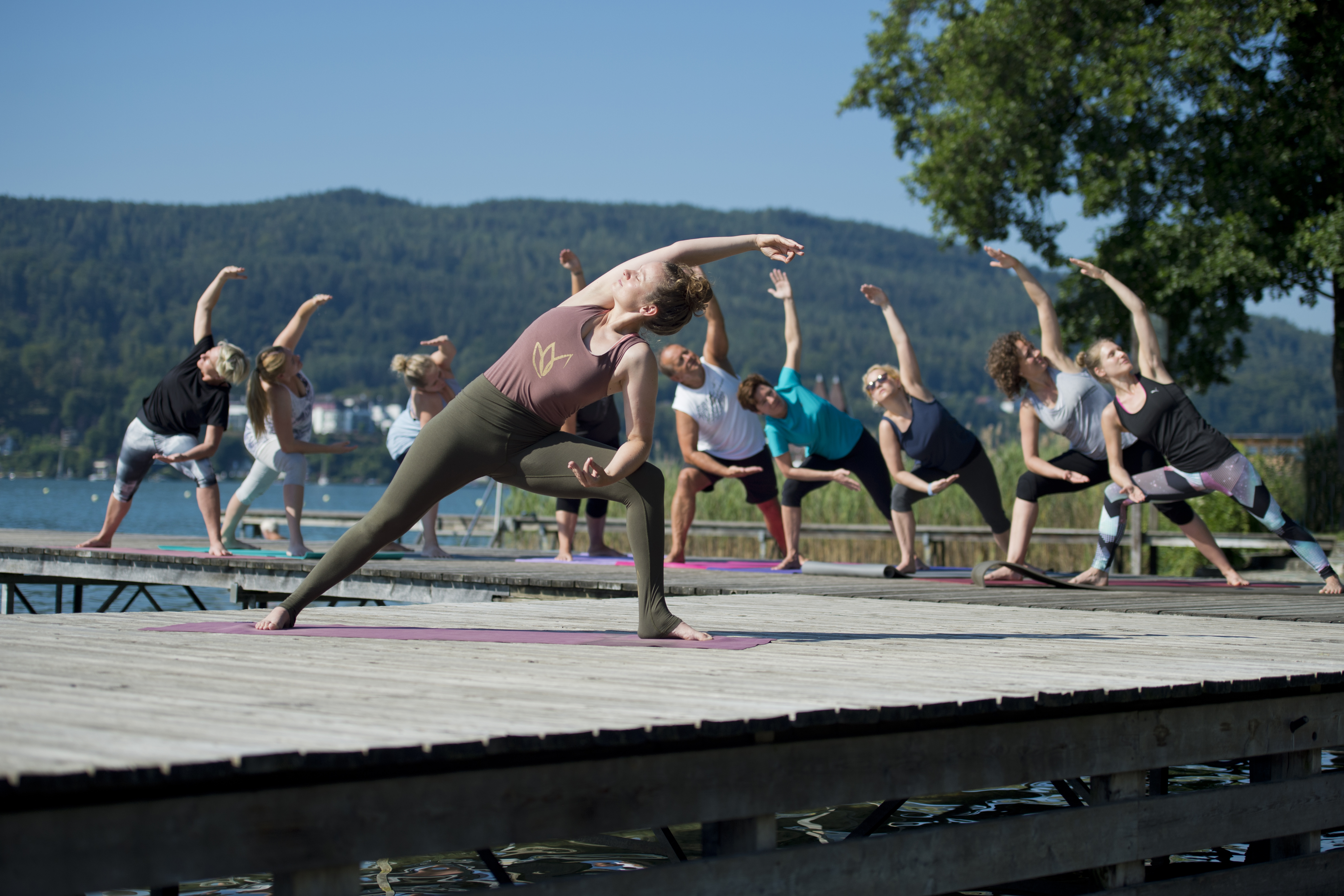
Parkbad Krumpendorf

- Parkbad Krumpendorf: Das ca. 2 Hektar große Bad hat Ruhezonen, Spielplätze, Schwimmstrecken im See, einen Wasservolleyplatz und ein Restaurant mit Café und Eisdiele.
- Seepromenade Krumpendorf & Waldarena: Parkanlage direkt am See mit Schiffsanlegestelle, Kinderspielplatz, Marina und Volleyballplatz. Die Waldarena ist ein Open-Air-Veranstaltungsort mit ca. 100 Sitzplätzen an dem unter anderem der Kultursommer Krumpendorf stattfindet.
- Bad Stich: Privates Strandbad mit Restaurant und Appartmentvermietung. Es wird seit 1910 als Familienunternehmen geführt.
- Wasserweg Krumpendorf: Dieser Wanderweg führt den Pirkerbach entlang bis auf den Pirkerkogel. Der Einstieg liegt an der Moosburger Hauptstraße nach der Volksschule.
- Kinderspielplätze: Die 4 Plätze liegen am Thomas-Koschat-Park, Parkbad Krumpendorf, an Seepromenade und der BUWOG-Wiese (Südbahnweg).

### Regelmäßige Veranstaltungen
- Sommermarkt: Der Sommermarkt findet jeden Freitag Nachmittag und Abend neben dem Gemeindeamt Krumpendorf statt. Der Schwerpunkt liegt auf Bioprodukten, kulinarischen Angeboten und Verkauf von Kunsthandwerk.
- Maifest: Anfang Mai mit Festumzug und dem traditionellen Maibaumaufstellen.
- Oktoberfest: Mehrtägige Veranstaltung, Mitte September auf der Gemeindewiese neben dem Gemeindeamt.
- Hafenfest: Im Juli in und um die Seepromenade.
- Ironman Austria: Der Ironman Austria ist eine seit 1998 jährlich stattfindende Triathlon-Sportveranstaltung über die Ironman-Distanzen (jeweils etwa 4 km Schwimmen, 180 km Radfahren und 42 km Laufen) mit Start und Ziel in der Ostbuch des Sees in Klagenfurt. Die Rad- und Laufstrecken führen jeweils durch Krumpendorf.
- Namaste am See: Namaste am See ist ein Yoga-Festival zu Pfingsten und eine Reihe von regelmäßigen Yoga-Veranstaltungen (während der Sommermonate), die um den Wörthersee stattfinden. In Krumpendorf typisch im Parkbad.
- Wörthersee Darts Open: Das Wörthersee Darts Open findet seit 1988 in Krumpendorf jährlich im Frühsommer statt. Dartsportler aus aller Welt nehmen an E-Dart- und Steel-Dart-Turnieren teil.

## Wirtschaft und Infrastruktur

### Tourismus
Die Gemeinde Krumpendorf ist vor allem eine Sommertourismusdestination durch die Lage am Wörthersee. Mit rund 1300 Hotel- und Pensionsbetten und fast 130.000 Nächtigungen (2019) ist der Tourismus ein wesentlicher Faktor für die Gemeinde. Krumpendorf baut vor allem auf ruhigen Qualitätstourismus für Familien und ältere Zielgruppen, abseits vom Rummel des touristischen Hauptgeschehens in Velden. Die Gemeinde hat auch viele Zweitwohnsitze, vor allem von Wienern und Deutschen.

### Verkehr
Krumpendorf hat mit dem nahegelegenen Alpe Adria Flughafen eine internationale Anbindung.
Nördlich an Krumpendorf führt die Südautobahn A2 vorbei, welche als Verbindung Richtung Graz bzw. Wien sowie zum Knotenpunkt Villach mit den weiteren Verbindungen nach Salzburg A10 und nach Italien fungiert. Eisenbahntechnisch verfügt Krumpendorf mit seinem Bahnhof über eine Anbindung an die Südbahn. Krumpendorf ist zudem an das Verkehrsbetriebenetz der Stadt Klagenfurt angebunden.

### Bildung
Der Ort beherbergt das Bildungszentrum der Sicherheitsexekutive (BZS) Krumpendorf der Sicherheitsakademie.

## Politik

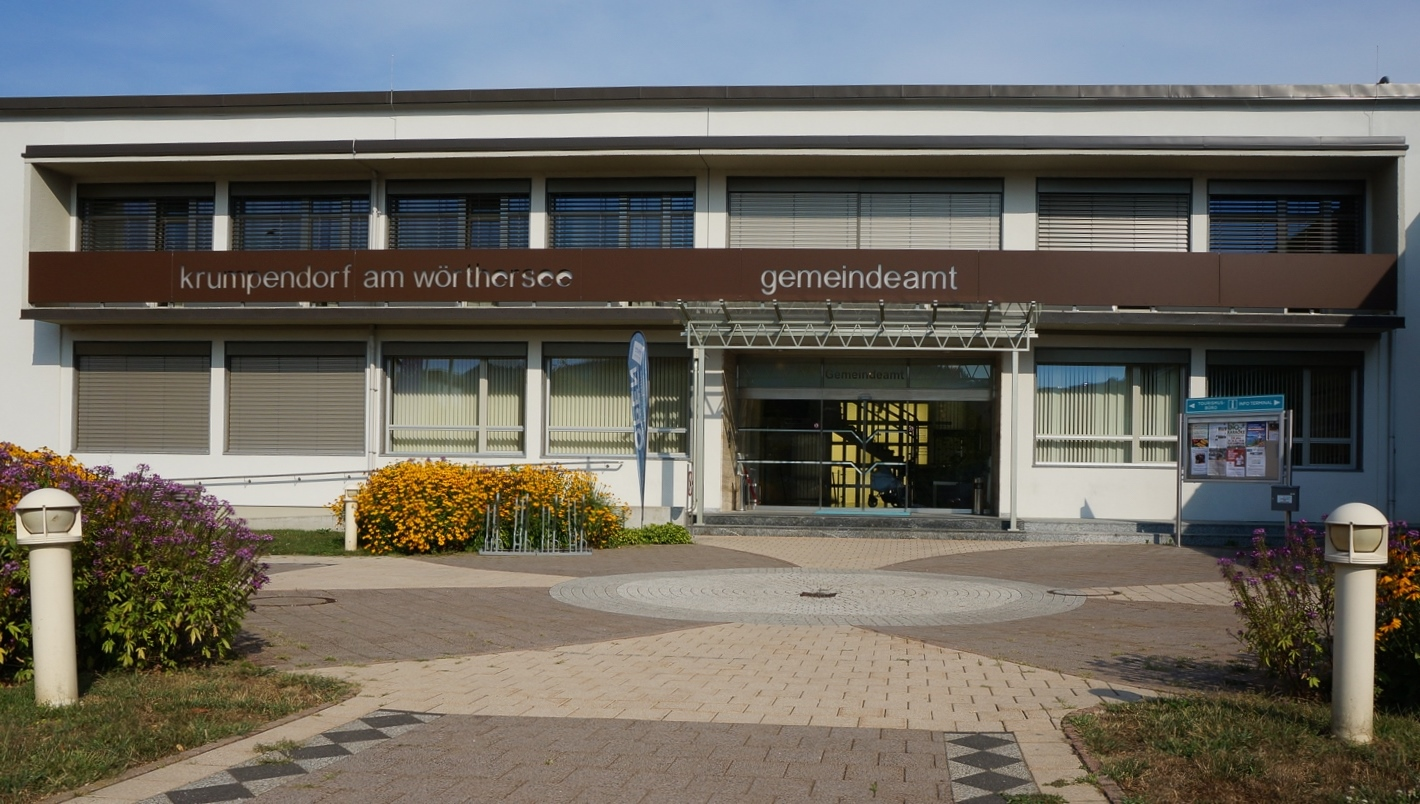
Gemeindeamt

### Gemeinderat
| Der Gemeinderat von Krumpendorf hat 23 Mitglieder (seit 2015, davor 19). \| Jahr \| SPÖ \| ÖVP \| FPÖ \| BZÖ \| GRÜNE \| NEOS \| BVK[A 1] \| LIF \| NL Waldhauser \| Link \| \| ------------------------------------------------------------------------------------ \| --- \| --- \| --- \| --- \| ----- \| ---- \| -------- \| --- \| ------------- \| ---- \| \| Gemeinderatswahl 1985 \| 5 \| 10 \| 2 \| - \| 1 \| - \| - \| - \| 1 \| [6] \| \| Gemeinderatswahl 1991 \| 7 \| 7 \| 5 \| - \| - \| - \| - \| - \| - \| [6] \| \| Gemeinderatswahl 1997 \| 4 \| 7 \| 7 \| - \| - \| - \| - \| 1 \| - \| [7] \| \| Gemeinderatswahl 2003 \| 6 \| 9 \| 3 \| - \| 1 \| - \| - \| - \| - \| [8] \| \| Gemeinderatswahl 2009 \| 6 \| 8 \| - \| 4 \| 1 \| - \| - \| - \| - \| [9] \| \| Gemeinderatswahl 2015 \| 7 \| 9 \| 2 \| - \| 4 \| 1 \| - \| - \| - \| [10] \| \| Gemeinderatswahl 2021 \| 5 \| 10 \| 3 \| - \| 3 \| - \| 2 \| - \| - \| [11] \| \| Anmerkungen: 1. ↑ BVK ... Bürgerliste Vision Krumpendorf – Mag. Daniela Thaler (BVK) \| \| \| \| \| \| \| \| \| \| \| | Die zur Anzeige dieser Grafik verwendete Erweiterung wurde dauerhaft deaktiviert. Wir arbeiten aktuell daran, diese und weitere betroffene Grafiken auf ein neues Format umzustellen. (Mehr dazu) |     |     |     |       |      |     |     |               |        |
| Jahr | SPÖ | ÖVP | FPÖ | BZÖ | GRÜNE | NEOS | BVK | LIF | NL Waldhauser | Link   |
| Gemeinderatswahl 1985 | 5 | 10  | 2   | -   | 1     | -    | -   | -   | 1             | [ 6 ]  |
| Gemeinderatswahl 1991 | 7 | 7   | 5   | -   | -     | -    | -   | -   | -             | [ 6 ]  |
| Gemeinderatswahl 1997 | 4 | 7   | 7   | -   | -     | -    | -   | 1   | -             | [ 7 ]  |
| Gemeinderatswahl 2003 | 6 | 9   | 3   | -   | 1     | -    | -   | -   | -             | [ 8 ]  |
| Gemeinderatswahl 2009 | 6 | 8   | -   | 4   | 1     | -    | -   | -   | -             | [ 9 ]  |
| Gemeinderatswahl 2015 | 7 | 9   | 2   | -   | 4     | 1    | -   | -   | -             | [ 10 ] |
| Gemeinderatswahl 2021 | 5 | 10  | 3   | -   | 3     | -    | 2   | -   | -             | [ 11 ] |
| Anmerkungen: 1. | |     |     |     |       |      |     |     |               |        |

### Bürgermeister
- 1850–1860 Thaddäus von Lanner
- 2002–2009 Irene Gaggl (ÖVP)[4]
- 2009–2015 Peter Nemec (SPÖ)[12]
- 2015–2021 Hilde Gaggl (ÖVP)[13][14]
- seit 2021 Gernot Bürger (ÖVP).[15][16]

### Wappen
Das Wappen von Krumpendorf, das der Gemeinde am 9. August 1960 verliehen wurde, symbolisiert mit dem Fisch im blauen Schildfuß die Lage am Wörthersee, das Segelboot steht für den Wassersport, insbesondere für die jährlich in Krumpendorf stattfindenden Segelregatten, und die stilisierte Darstellung des Schlosses Drasing verweist auf das wichtigste historische Bauwerk und die Herrschaftsgeschichte des Gemeindegebiets. Die Blasonierung des Wappens lautet:
„Von Gold und Rot gespaltener Schild mit durch Wellenlinie abgeteiltem blauem Schildfuß, in Feld 1 mit einem schwarzen Segelboot, in Feld 2 mit silbernem Bild der Burg Drasing auf grünem Dreiberg und in Feld 3 mit einem silbernen Fisch.“
Die Fahne ist Rot-Gelb-Blau mit eingearbeitetem Wappen.

## Persönlichkeiten

### Mit der Gemeinde verbundene Persönlichkeiten
- Dieter Kalt senior (* 1941), Sportfunktionär
- Matthias Köchl (* 1977), Politiker (GRÜNE) und Unternehmer
- Konrad Krainer (* 1958), Bildungswissenschaftler
- Peter Krawagna (* 1937), bildender Künstler
- Helmut Prasch (* 1967), Jurist, Journalist, Mediensprecher und Politiker (FPÖ, FPK), Bundesrat, Vizebürgermeister von Krumpendorf

## Galerie

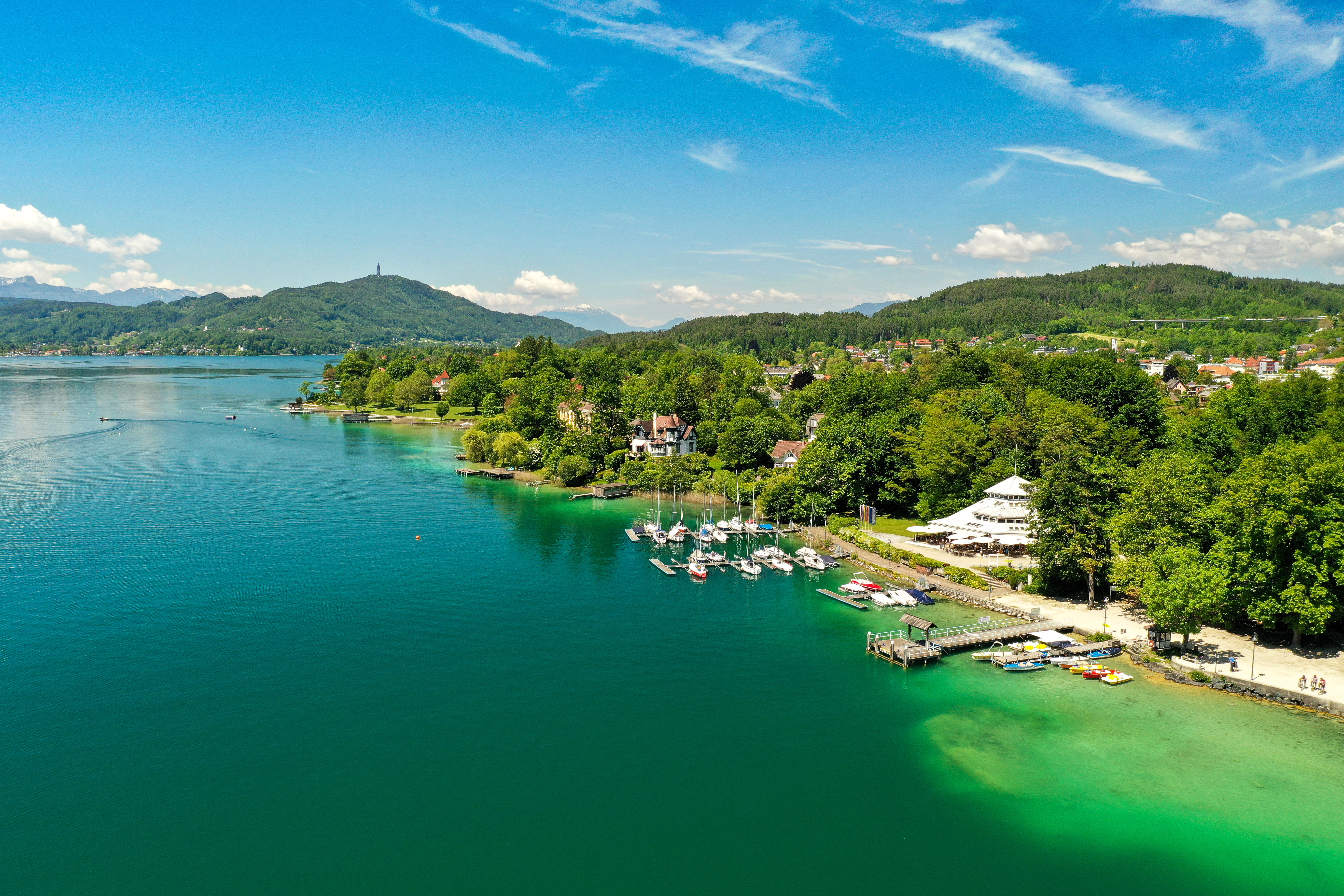
Luftaufnahme Krumpendorf (c) Bernhard Pichler-Koban
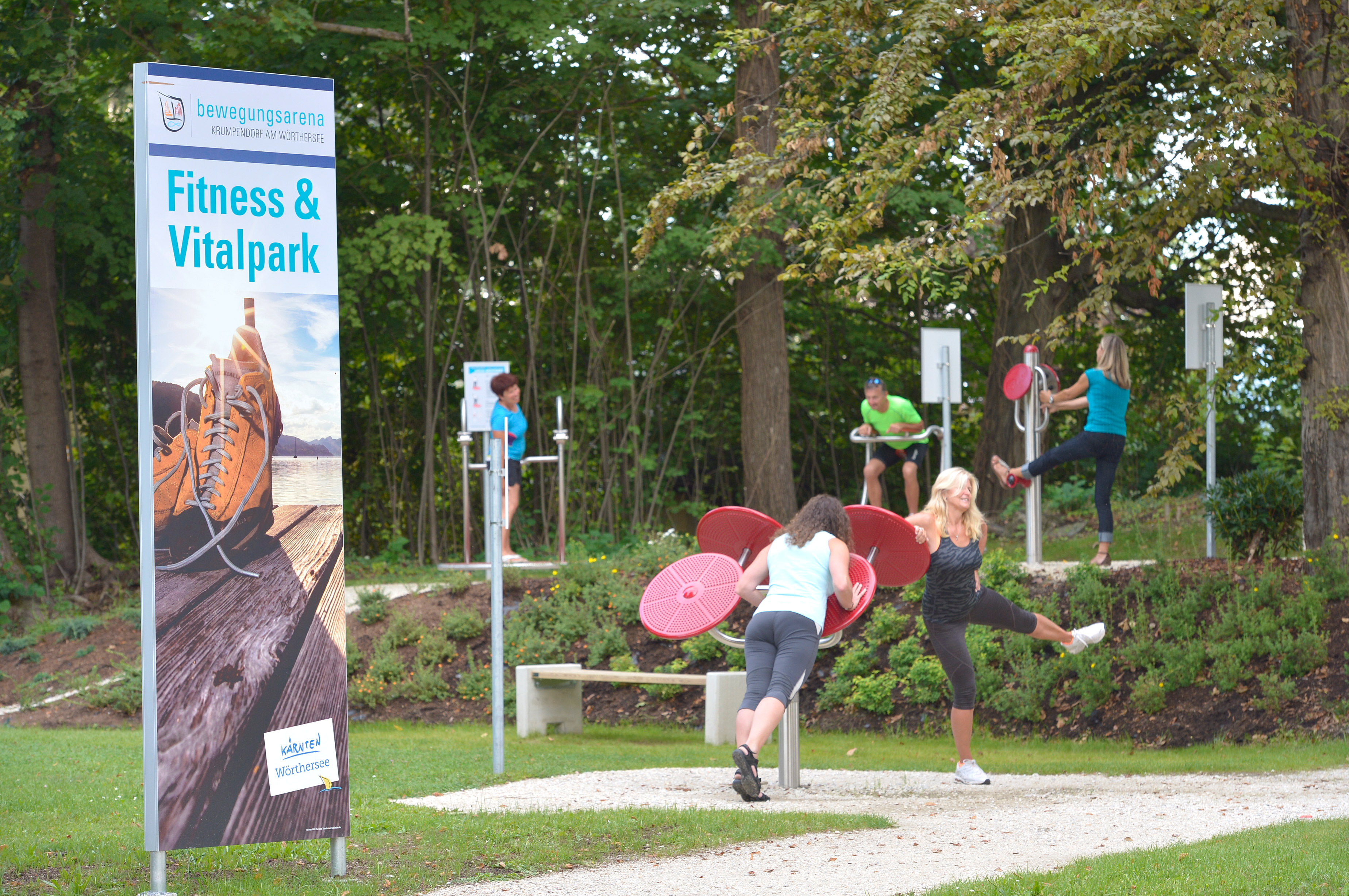
Fitness Vitalpark Krumpendorf (c) Fotostudio Horst
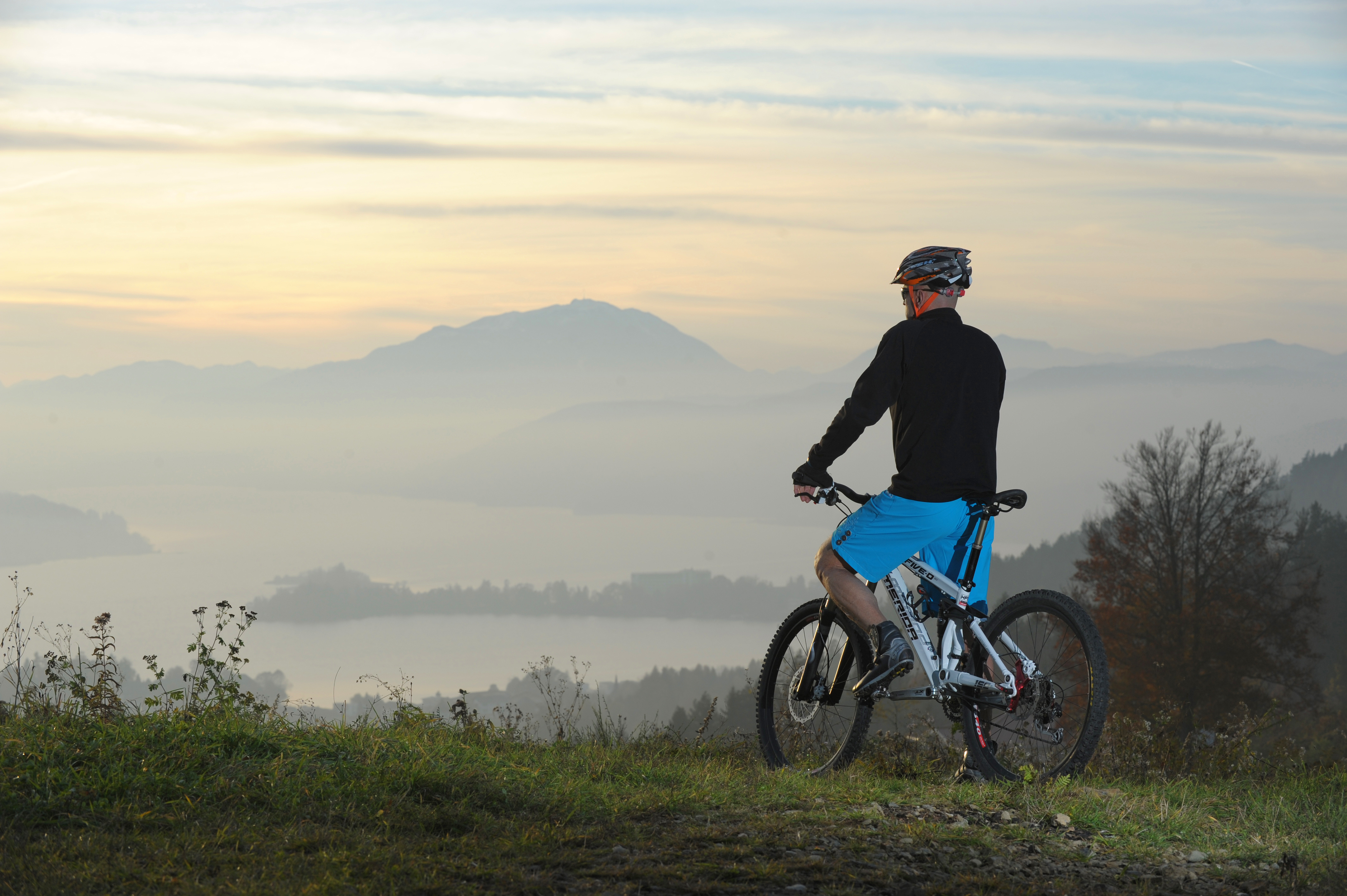
Mountainbiken am Wörthersee (c) Assam
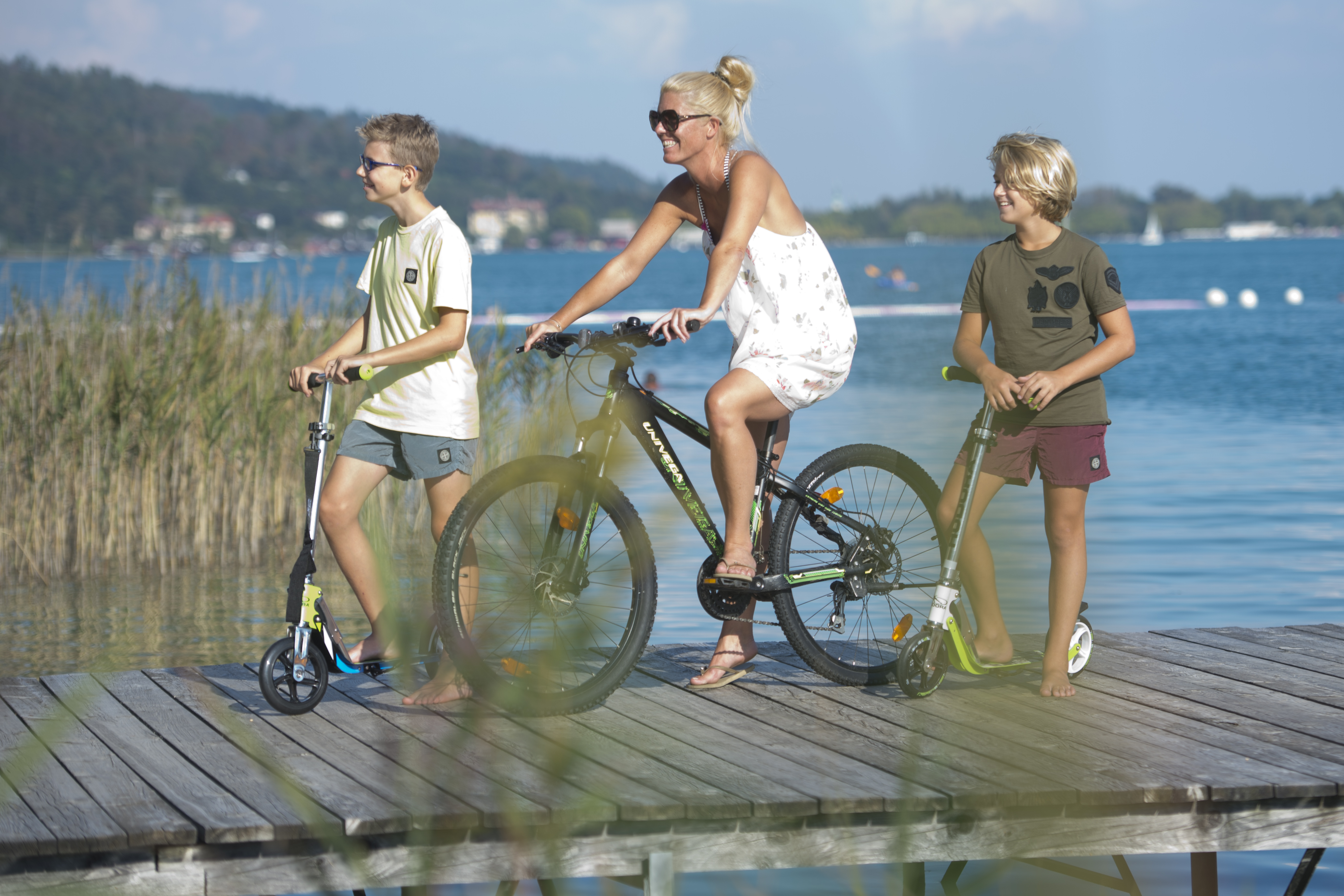
Parkbad Krumpendorf (c) Fotostudio Horst